# 쓰가촌 (시마네현)
쓰가촌(都賀村)은 일본 시마네현 오치군에 설치되었던 촌이다. 현재의 미사토정의 일부에 해당한다.